# Етнолошке свеске
Етнолошке свеске (ISSN 0351-0190) су часопис Етнолошког друштва Србије. Објављено је 11 бројева у периоду од 1978. до 1990. године. У часопису су објављивани научни и стручни радови етнолога и антрополога углавном из Србије, али и из других делова бивше Југославије. У Етнолошким свескама објављено је 208 јединица.